# جوني موسر
جوني موسر (بالألمانية: Jonny Moser)‏ هو مؤرخ نمساوي، ولد في 10 ديسمبر 1925 في Parndorf ‏ في النمسا، وتوفي في 23 يوليو 2011.